# 西谷卓統
西谷 卓統（にしたに たくと、1982年11月27日 - ）は、日本の元子役・元俳優。埼玉県出身。

## 人物
- 血液型はA型[1]。
- ラパンメイツに所属していた[1]。
- 1997年当時の趣味・特技は、バスケットボール・サキソフォン・サッカー・乗馬・スキー[1]。
- 弟は同じく元子役・元俳優の西谷有統。
- 名前の由来は、指揮棒（=タクト）から。

## 出演作品

### テレビドラマ[2]
- 君の名は(NHK,1990年)
- 刑事家族2(NTV, 1991年)
- 腕におぼえあり2(NHK, 1992年)
- 信長ふしぎ連続殺人(1992年10月17日)
- ifもしも  『花を愛するか、宝石に生きるか』（CX,1993年8月12日）
- 花の乱 第1話(NHK, 1994年4月3日)
- 名無しの探偵10 少年(NTV,1994年5月17日) - 北見 信 役
- ブルースワット 第36話（ANB, 1994年10月2日）- 仲村 祐太 役
- 名古屋お金物語（NHK, 1995年6月12日 - 7月13日）- 小田切 貴史=史郎（=時任三郎）の息子 役
- 世にも奇妙な物語　春の特別編『笑う頭脳』(1995年4月3日)
- 下町『いろは湯』物語(1995年6月10日)
- 賢治が笑った・僕らのイーハトーブ冒険記(1996年10月10日）- 小沢 秀 役
- 名古屋お金物語2(NHK, 1997年2月10日 - 3月13日）- 藤村 裕太 役
- 草之丞の話(BS-i,2002年）- 風太郎 役

### 映画
- 遠き落日(※デビュー作、1992年)
- スワロウテイル(1996年)
- 釣りバカ日誌9（1997年9月9日公開）- 馬場 誠 役

### ラジオドラマ
- 銀河鉄道の思い出(1995年2月4日)